# Xenochodaeus luscinus
Xenochodaeus luscinus är en skalbaggsart som beskrevs av Henry Fuller Howden 1968. Xenochodaeus luscinus ingår i släktet Xenochodaeus och familjen Ochodaeidae. Inga underarter finns listade i Catalogue of Life.